# Eleições estaduais na Bahia em 1933
As eleições estaduais na Bahia em 1933 ocorreram em 3 de maio conforme regras definidas no decreto 20.076 de 24 de fevereiro de 1932 e no decreto 21.402 de 14 de maio de 1932 como parte das eleições gerais no Distrito Federal, 20 estados e no território federal do Acre. Foram eleitos 22 deputados federais, todos mandados para a Assembleia Nacional Constituinte a fim de elaborar a Carta de 1934.

## Deputados federais eleitos
São relacionados os candidatos eleitos com informações complementares da Câmara dos Deputados.
| Deputados federais eleitos          | Partido | Votação | Percentual | Cidade onde nasceu   | Unidade federativa |
| José Joaquim Seabra                 | PRD     | 3.150   |            | Salvador             | Bahia              |
| Arlindo Batista Leoni               | PSD     | 897     |            | Barra                | Bahia              |
| Medeiros Neto                       | PSD     | 747     |            | Alcobaça             | Bahia              |
| João Pacheco de Oliveira            | PSD     | 711     |            | Cachoeira            | Bahia              |
| João Marques dos Reis               | PSD     | 547     |            | Salvador             | Bahia              |
| Gileno Amado                        | PSD     | 376     |            | Estância             | Sergipe            |
| Artur Neiva                         | PSD     | 357     |            | Salvador             | Bahia              |
| Manuel Leôncio Galrão               | PSD     | 287     |            | Jaguaripe            | Bahia              |
| Aluísio de Carvalho                 | LASP    | 251     |            | Salvador             | Bahia              |
| Francisco Peixoto de Magalhães Neto | PSD     | 220     |            | Salvador             | Bahia              |
| Átila do Amaral                     | PSD     | 206     |            | Fortaleza            | Ceará              |
| Artur Negreiros Falcão              | PSD     | 187     |            | Queimadas            | Bahia              |
| Manoel Cavalcanti Novaes            | PSD     | 133     |            | Floresta             | Pernambuco         |
| Edgar Ribeiro Sanches               | PSD     | 120     |            | Salvador             | Bahia              |
| Francisco Prisco de Sousa Paraíso   | PSD     | 89      |            | Cachoeira            | Bahia              |
| Alfredo Pereira Mascarenhas         | PSD     | 75      |            | Cachoeira            | Bahia              |
| Arnold Ferreira da Silva            | PSD     | 73      |            | Feira de Santana     | Bahia              |
| Clemente Mariani                    | PSD     | 56      |            | Salvador             | Bahia              |
| Francisco Rocha                     | PSD     | 50      |            | Barra                | Bahia              |
| Lauro de Almeida Passos             | PSD     | 25      |            | Conceição do Almeida | Bahia              |
| Homero Pires                        | PSD     | 11      |            | Ituaçu               | Bahia              |
| Manuel Paulo Teles de Matos Filho   | PSD     | 10      |            | Cachoeira            | Bahia              |